# رولف ادلین
رولف ادلین (انگلیسی: Rolf Edling؛ زادهٔ ۳۰ نوامبر ۱۹۴۳) شمشیرباز اهل سوئد بود.
وی در مسابقات کشوری و بین‌المللی در مجموع برندهٔ ۶ مدال طلا، ۱ مدال نقره، ۴ مدال برنز شده‌است.